# Renault Modus

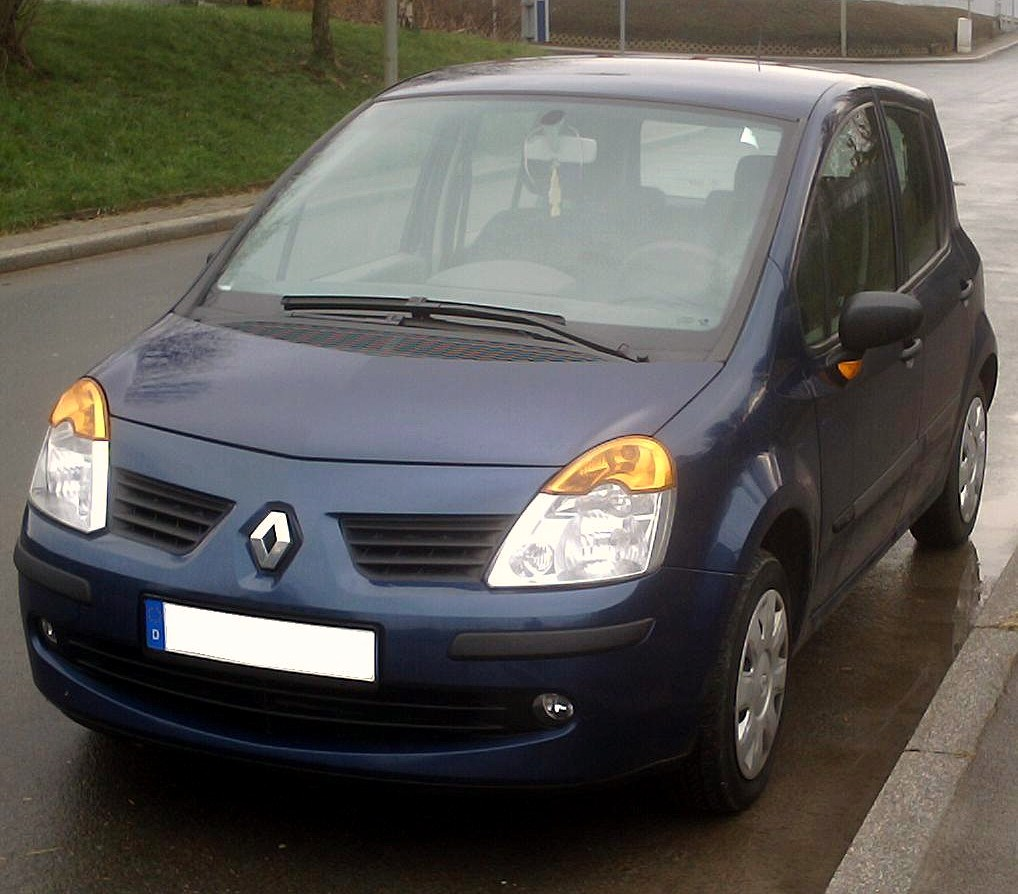
Renault Modus

Renault Modus är en högbyggd småbil som tillverkades mellan 2004 och 2012. Den byggde på teknik från Renault Clio II och tillverkades i Spanien.
Det enda karosserialternativ som erbjuds till Renault Modus är en femdörrars halvkombivariant. Detta koncept delar den med exempelvis Nissan Note och Fiat Idea. Motorerna som erbjuds är på mellan 1,2 och 1,6 liters slagvolym. Från början var det tänkt att Modus skulle ersätta den ålderstigna Twingo, men eftersom Modus riktar sig till en annan kategori köpare, i och med ett betydligt högre pris och en annan storlek, beslutades att även en ny Twingo kommer att introduceras. På grund av ett högt inköpspris, samt dålig standardutrustning har en eventuell försäljningssuccé hittills uteblivit; i Sverige såväl som i övriga Europa. En annan anledning till detta kan också vara att Renault redan har flera modeller i snarlika segment, vilket skulle kunna leda till en sorts "märkeskannibalism". Modus erbjuds i utrustningsgraderna Bas, Komfort, Expression, Sport och Elegance.